# Shōwa (Yamanashi)
Shōwa (昭和町 Shōwa-chō?) es un pueblo en la prefectura de Yamanashi, Japón, localizado en la parte central de la isla de Honshū, en la región de Chūbu. Tenía una población estimada de 20 857 habitantes el 1 de marzo de 2021 y una densidad de población de 2279 personas por km².

## Geografía
Shōwa se encuentra en el centro de la prefectura de Yamanashi, al suroeste de Kōfu, la capital de la prefectura. La Ruta Nacional 20 de Japón marca el límite con Kōfu. Shōwa-dōri es la carretera principal que atraviesa el centro del pueblo, a pesar de que los residentes de la ciudad lo llaman bypass de Shōwa. El pueblo es parte del área urbana de Kōfu y muchas sucursales de negocios «Kōfu» se encuentran en Shōwa, por ejemplo, el centro comercial Aeon y el cine Toho.

## Historia
El área del Shōwa actual era parte de un shōen a finales del período Heian controlado por Minamoto no Yoshikiyo, el antepasado del clan Takeda. En el período Edo, junto con el resto de la provincia de Kai, el área era territorio controlado directamente por el shogunato Tokugawa. Después de la restauración Meiji, y con el establecimiento del sistema de municipios modernos, el 1 de julio de 1889 el área se organizó en villas dentro del distrito de Nakakoma. La aldea de Shōwa se estableció en 1942 por la fusión de las villas de Saijō, Jōei y Oshihara dentro del distrito de Nakakoma. Fue elevado al estado de pueblo en junio de 1971.

## Demografía
Según los datos del censo japonés, la población de Shōwa ha crecido rápidamente en los últimos 50 años.
| Gráfica de evolución demográfica de Shōwa entre 1940 y 2015 |
|                                                             |
| Oficina de Estadística de Japón                             |